# Ribate El Kheir
Ribate El Kheir (àrab: رباط الخير, Ribāṭ al-Ḫayr; amazic estàndard marroquí: ⴰⵀⵔⵎⵓⵎⵎⵓ, Ahrmummu) és una comuna rural de la província de Sufruy, a la regió de Fes-Meknès, al Marroc. Segons el cens de 2014 tenia una població total de 16.739 persones. Es deia Ahermoumou fins que fou reanomenada pel rei Hassan II després de l'intent de cop d'estat del 10 de juliol de 1971.